# Liste der Monuments historiques in Hœnheim
Die Liste der Monuments historiques in Hœnheim führt die Monuments historiques in der französischen Gemeinde Hœnheim auf.

## Liste der Bauwerke
| Bezeichnung | Beschreibung                       | Standort                        | Kennzeichnung | Schutzstatus | Datum | Bild |
| ----------- | ---------------------------------- | ------------------------------- | ------------- | ------------ | ----- | ---- |
| Wohnhaus    | Fachwerkhaus mit Mikwe, um 1735/40 | 21, rue de la République (Lage) | PA00084748    | Inscrit      | 1987  |      |

## Liste der Objekte
| Bezeichnung                                                               | Beschreibung    | Standort                      | Kennzeichnung | Schutzstatus | Datum | Bild |
| ------------------------------------------------------------------------- | --------------- | ----------------------------- | ------------- | ------------ | ----- | ---- |
| Grabdenkmal für Johann Baptist Klinglin und Maria Anna Franziska Weinemer | Sandstein, 1721 | in der Kapelle St-Jean (Lage) | PM67001559    | Inscrit      | 1998  |      |
| Grabstein für Maria Elisabeth von Uttenheim                               | Sandstein, 1626 | in der Kapelle St-Jean (Lage) | PM67001558    | Inscrit      | 1998  |      |